# 219国道
219国道（或“国道219线”、“G219线”）是在中国的一条国道，起点为新疆维吾尔自治区阿勒泰地区布尔津县禾木哈纳斯蒙古族乡的喀纳斯湖风景名胜区-晨景区间车停靠点（远期规划继续由喀纳斯向北延伸至阿克库勒湖），终点为广西壮族自治区东兴市的竹山村。
219国道在新疆维吾尔自治区阿勒泰地区哈巴河县与331国道交汇，在广西壮族自治区防城港市东兴市与228国道的终点交汇。219国道与331国道、228国道一起构成完整的环中国沿边沿海国道线。

## 建设规划
根据2013年6月中华人民共和国交通部公布的《国家公路网规划（2013年－2030年）》，219国道的起点为新疆阿勒泰地区布尔津县禾木哈纳斯蒙古族乡，终点为广西东兴市。沿西北、西南的边境线走行，在西藏萨嘎县改走吉隆、定日、定结、岗巴、洛扎、措美、隆子、米林、墨脱、察隅、云南省贡山、福贡、泸水、腾冲、龙陵、永德、镇康、沧源、西盟、孟连、澜沧、勐海、景洪、江城、绿春、金平、屏边、马关、西畴、广西凭祥、东兴。其中西藏岗巴县－云南贡山独龙族怒族自治县段为完全新建路段。219国道为中国最长，且是唯一总里程超过10000公里的国道。
| 城市名                                             | 距起点距离 |
| -------------------------------------------------- | ---------- |
| 新疆维吾尔自治区阿勒泰地区布尔津县喀纳斯湖         | 0          |
| 新疆维吾尔自治区阿勒泰地区哈巴河县                 |            |
| 新疆维吾尔自治区阿勒泰地区吉木乃县                 |            |
| 新疆维吾尔自治区塔城地区和布克赛尔蒙古自治县       |            |
| 新疆维吾尔自治区塔城地区裕民县                     |            |
| 新疆维吾尔自治区博尔塔拉蒙古自治州博乐市           |            |
| 新疆维吾尔自治区博尔塔拉蒙古自治州温泉县           |            |
| 新疆维吾尔自治区伊犁哈萨克自治州昭苏县             |            |
| 新疆维吾尔自治区阿克苏地区温宿县                   |            |
| 新疆维吾尔自治区阿克苏地区乌什县                   |            |
| 新疆维吾尔自治区克孜勒苏柯尔克孜自治州阿合奇县     |            |
| 新疆维吾尔自治区喀什地区伽师县                     |            |
| 新疆维吾尔自治区喀什地区岳普湖县                   |            |
| 新疆维吾尔自治区喀什地区英吉沙县                   |            |
| 新疆维吾尔自治区喀什地区莎车县                     |            |
| 新疆维吾尔自治区喀什地区泽普县                     |            |
| 新疆维吾尔自治区喀什地区叶城县                     | 2672       |
| 西藏自治区阿里地区日土县                           | 3666       |
| 西藏自治区阿里地区噶尔县                           | 3783       |
| 西藏自治区日喀则市仲巴县                           | 4501       |
| 西藏自治区日喀则市萨嘎县                           | 4707       |
| 西藏自治区日喀则市吉隆县                           |            |
| 西藏自治区日喀则市定日县                           |            |
| 西藏自治区日喀则市定结县                           |            |
| 西藏自治区日喀则市岗巴县                           |            |
| 西藏自治区山南市洛扎县                             |            |
| 西藏自治区山南市措美县                             |            |
| 西藏自治区山南市隆子县                             |            |
| 西藏自治区斑巴拉山口(隆子县-朗县界)                | 5728       |
| 西藏自治区林芝市朗县                               |            |
| 西藏自治区林芝市米林市                             |            |
| 西藏自治区多雄拉山口(米林市-墨脱县界)              |            |
| 西藏自治区林芝市墨脱县                             |            |
| 西藏自治区贡日山口(墨脱县-察隅县界)                |            |
| 西藏自治区林芝市察隅县                             |            |
| 西藏自治区林芝市察隅县益秀拉山口                   |            |
| 西藏自治区林芝市察隅县昌拉隆巴山口                 |            |
| 西藏自治区林芝市察隅县察瓦龙乡                     |            |
| 云南省怒江傈僳族自治州贡山独龙族怒族自治县丙中洛镇 |            |
| 云南省怒江傈僳族自治州贡山独龙族怒族自治县         |            |
| 云南省怒江傈僳族自治州福贡县                       |            |
| 云南省怒江傈僳族自治州泸水市                       |            |
| 云南省保山市腾冲市                                 |            |
| 云南省保山市龙陵县                                 |            |
| 云南省临沧市永德县                                 |            |
| 云南省临沧市镇康县                                 |            |
| 云南省临沧市沧源佤族自治县                         |            |
| 云南省普洱市西盟佤族自治县                         |            |
| 云南省普洱市孟连傣族拉祜族佤族自治县               |            |
| 云南省普洱市澜沧拉祜族自治县                       |            |
| 云南省西双版纳傣族自治州勐海县                     |            |
| 云南省西双版纳傣族自治州景洪市                     |            |
| 云南省普洱市江城哈尼族彝族自治县                   | 8422       |
| 云南省红河哈尼族彝族自治州绿春县                   |            |
| 云南省红河哈尼族彝族自治州金平苗族瑶族傣族自治县   |            |
| 云南省红河哈尼族彝族自治州屏边苗族自治县           |            |
| 云南省文山壮族苗族自治州马关县                     |            |
| 云南省文山壮族苗族自治州西畴县                     | 9174       |
| 广西壮族自治区崇左市凭祥市                         | 9772       |
| 广西壮族自治区防城港市东兴市                       | 10065      |

## 路段

### 康马县－措美县古堆乡（康马－洛扎）
国道219线康马县至措美县古堆乡段（康马至洛扎段）改建工程全长311.095公里。起于山南市洛扎县扎日乡，经洛扎镇、生格乡、拉康镇、边巴乡，止于山南市措美县古堆乡。国道219线措美县古堆乡至朗县金东乡段改建工程全长327.286公里（不含支线）。三安曲林至金东段路线全长159.542公里。起于山南市三安曲林乡、扎日乡，止于林芝市朗县金东乡。

### 派镇－墨脱
派墨公路，是一条连接西藏自治区米林县派镇至墨脱县背崩乡的公路，于2014年开始修建，是墨脱县第二条对外公路。派墨公路是连接了米林、墨脱和波密的环线公路，为促进经济和吸引游客起到重要作用。和扎墨公路类似，派墨公路以全长4,789米的多雄拉隧道穿越喜马拉雅山。
2023年1月17日，派墨公路多雄拉隧道出口（墨脱方向）发生雪崩，導致28人遇難。

### 藏东南－滇藏延长线
国道219线墨脱至察隅段公路新改建工程勘察设计公开招标。起于墨脱县县城出口检查站处、经西莫河大桥、达木珞巴族乡、格当乡、上察隅镇、下察隅镇、止于察隅县竹瓦根镇嘎巴加油站处，全长354.618公里，三级公路标准，设计速度30Km/h，路基宽度为7.5m。

### 丙察察公路
即丙中洛-察瓦龙-察隅段。